# Воскотт (Вісконсин)
Воскотт (англ. Wascott) — місто (англ. town) в США, в окрузі Дуглас штату Вісконсин. Населення — 912 особи (2020).

## Демографія
Згідно з переписом 2010 року, у місті мешкали 763 особи в 340 домогосподарствах у складі 226 родин. Було 1222 помешкання
Расовий склад населення:
| - 92,0 % — білих - 6,3 % — чорних або афроамериканців - 0,7 % — корінних американців - 0,3 % — азіатів |

До двох чи більше рас належало 0,8 %. Частка іспаномовних становила 1,2 % від усіх жителів.
За віковим діапазоном населення розподілялося таким чином: 8,7 % — особи молодші 18 років, 59,7 % — особи у віці 18—64 років, 31,6 % — особи у віці 65 років та старші. Медіана віку мешканця становила 56,6 року. На 100 осіб жіночої статі у місті припадало 134,8 чоловіків;  на 100 жінок у віці від 18 років та старших — 138,7 чоловіків також старших 18 років.
Середній дохід на одне домашнє господарство  становив 68 224 долари США (медіана — 57 188), а середній дохід на одну сім'ю — 76 129 доларів (медіана — 72 083). Медіана доходів становила 66 250 доларів для чоловіків та 44 167 доларів для жінок. За межею бідності перебувало 6,4 % осіб, у тому числі 5,8 % дітей у віці до 18 років та 7,7 % осіб у віці 65 років та старших.
Цивільне працевлаштоване населення становило 270 осіб. Основні галузі зайнятості: освіта, охорона здоров'я та соціальна допомога — 19,3 %, мистецтво, розваги та відпочинок — 17,8 %, публічна адміністрація — 12,6 %, роздрібна торгівля — 10,0 %.